# Сандерс, Джонни
Джонни Тандерс (англ. Johnny Thunders, при рождении Джон Энтони Гензале, младший; 15 июля 1952 года, Нью-Йорк — 23 апреля 1991 года, Новый Орлеан) — американский музыкант, наиболее известный как вокалист, гитарист и автор песен рок-групп «New York Dolls» и «Heartbreakers». Был назван одним из первых панк-рок-гитаристов в истории жанра.
Был признан одним из лучших гитаристов всех времён по версии журнала Rolling Stone в 2023 году, заняв 158 место в списке.

## Ранние годы. «New York Dolls»
Джон Гензале родился 15 июля 1952 года и вырос в Джэксон-Хайтс, Нью-Йорк. Он был итальянцем во втором поколении, родившимся в Америке. В детстве он играл в бейсбол, но не смог попасть в младшую Лигу, так как там требовалось присутствие отца игрока. Он также отказался коротко подстричь волосы.
Под псевдонимом Johnny Volume, Гензале начал играть в группе «Johnny & The Jaywalkers» в своей школе «Quintano High».

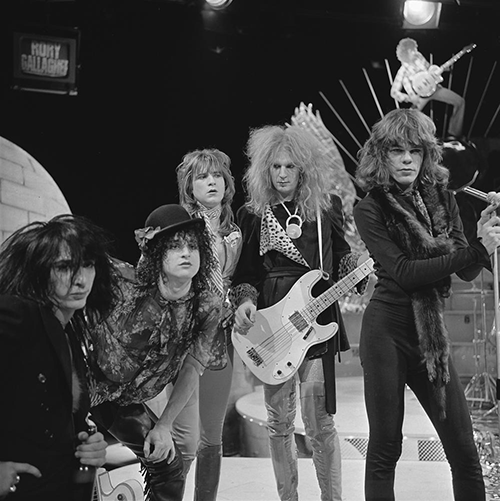
Джонни Тандерс (крайний слева) в составе New York Dolls в 1973 году

В 1968 году он начал в выходные посещать концерты в «Fillmore East» и бар «Nobodys» на Бликер-стрит. Нашёл работу продавца в магазине кожи «Da Nazz» на той же улице. Там же он познакомился с будущими участниками группы «New York Dolls», Артуром Кейном и Билли Мёрсия. Он стал играть в их группе «Actress», которая сменила название на «New York Dolls» вскоре после прихода в группу Дэвида Йохансена и Сильвейна Сильвейна в 1971 году. В то же время Джон Гензале взял свой последний псевдоним, Джонни Тандерс, от персонажа одноимённого комикса.
Вместе они записали два признанных критиками, но коммерчески неудачных альбома «The New York Dolls» и «Too Much Too Soon». В последние годы существования группы их менеджером был Малькольм Макларен, почерпнувший вдохновения для создания «Sex Pistols».
В 1975 году группа «New York Dolls» развалилась. Их ранние записи до сих пор не вышли из тиража и продолжают оказывать влияние на рок-коллективы по сей день.

## «Heartbreakers» и сольное творчество
Тандерс основал «The Heartbreakers» вместе с барабанщиком «NY Dolls» Джерри Ноланом и басистом «Television» Ричардом Хеллом. Вскоре к ним присоединился бывший гитарист группы «Demons» Уолтер Лур. После неудачной попытки Хелла занять место основного вокалиста в группе, он ушёл из «Heartbreakers», чтобы собрать группу «Voidoids». Его сменил басист Билли Рат.
«Johnny Thunders & The Heartbreakers» отправляются в тур по Америке и Великобритании, выпускают один студийный альбом «L.A.M.F» (like a mother fucker) в 1977 году. Альбом стал классикой панка, задокументировавший важную связь между американской и британской панк сценами. Группа переехала в Соединённое Королевство, где их популярность была значительно выше, чем дома в США.
В конце 1979 года Тандерс играет в проекте под названием «Gang War» с бывшим гитаристом МС5 Уэйном Кремером. Они записывают несколько демо-плёнок и дают ряд концертов, прежде чем разойтись, а на лейбле Zodiac выходит один одноимённый альбом в 1990 году.
Тандерс записал несколько сольных альбомов, начиная с «So Alone» в 1978 году. Альбом писался на наркотиках. В его создании принимали участие, помимо прочих, Пол Кук и Стив Джонс из «Sex Pistols», Билли Рат и Вальтер Люр из «Heartbreakers». После его выхода некоторое время Тандерс играл вместе с Сидом Вишесом в группе «The Living Dead».
В начале 1980-х годов «The Heartbreakers» собрались вновь, чтобы провести несколько туров. Их последняя запись датируется 1984 годом. В следующем году вышел альбом «Que Sera Sera» (с исп. — «Будь, что будет») с новыми песнями. А три года спустя Тандерс записал альбом каверов с вокалисткой Патти Палладин под названием «Copy Cats». В записи принимала участие Джейн Каунти.
Тандерс продолжал выступать и записываться до самой своей смерти в 1991 году, но героиновая зависимость мешала ему стабильно работать в 1980-е. Из множества аккомпанирующих составов, стабильно с ним играл лишь Джерри Нолан. Его последней записью была версия «Born to Lose» с группой «Die Toten Hosen», записанная за 36 часов до его смерти.

## Смерть

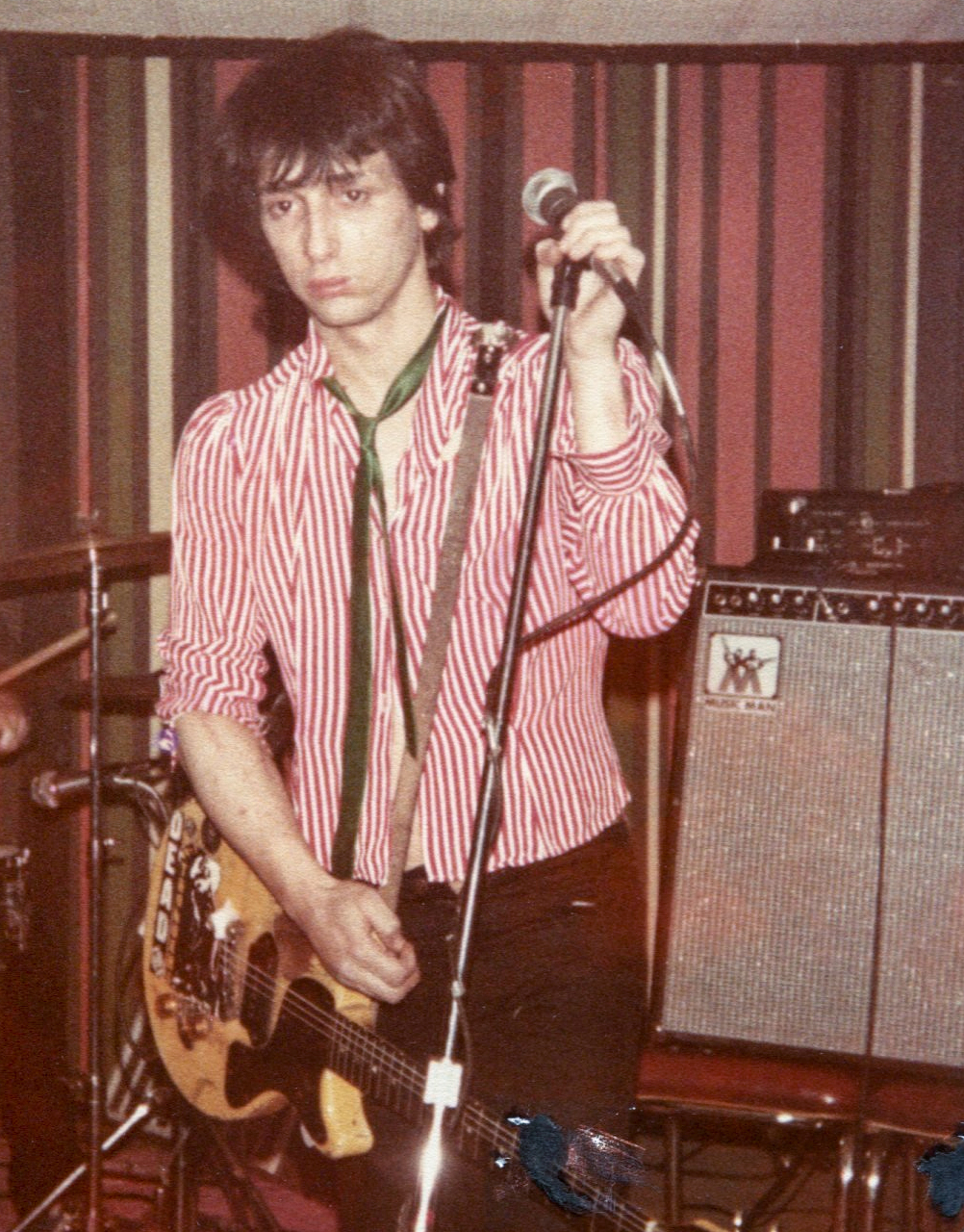
Тандерс в 1979 году

Множество слухов витает вокруг смерти Тандерсa в Новом Орлеане в 1991 году. Судя по всему, причина смерти связана с наркотиками, однако, есть мнение, что это была насильственная смерть. В своей книге «Lobotomy: Surviving the Ramones», Ди Ди Рамон пишет, что на следующий день ему позвонил ритм-гитарист Джонни, Стив Классон: «Они сказали мне, что Джонни связался с какими-то подонками… которые стащили весь его запас метадона. Они накачали его ЛСД, чем и убили. У него был довольно большой запас метадона в Англии, так что он мог путешествовать и держаться подальше от этих уродов, торговцев наркотиками, подражателей Тандерса и прочих неудачников».
Наверняка известно лишь то, что номер Джонни (комната 37) был обчищен, и большинство его вещей пропало, включая паспорт, одежду и грим. Трупное окоченение скрутило его тело в неестественное положение, по словам очевидца, «напоминающее крендель», под кофейным столиком. Друзья и знакомые утверждают, что он не употреблял героин уже некоторое время, полагаясь на свой метадон. Полиция по его делу расследования не возбуждала.
Певец Вилли Девиль, живший по-соседству с отелем, в котором умер Тандерс, так описывает его смерть: «Я не знаю, откуда люди узнали, что я жил недалеко; внезапно телефон начал звонить и уже не переставал. Звонили из „Rolling Stone“ и „Village Voice“, его семья звонила, а потом позвонил его гитарист. Мне было жаль их. Кончина была трагичной и он ушёл в зените своей славы, так что я из уважения к нему сказал всем, что когда Джонни нашли, он лежал на полу, держа в руках гитару. Я состряпал эту версию. Когда его выносили из отеля Святого Петра, трупное окоченение дошло до такой степени, что его скрутило буквой „U“. Он принял позу эмбриона. И когда выносил мешок с его телом, он был в форме „U“. Это было ужасно.»
Вскрытие, проведённое в Новом Орлеане, показало, что уровень наркотиков в его крови не был смертельным. В интервью для книги «Rock Bottom: Dark Moments in Music Babylon» сестра Джонни, Мэрион, говорит, что вскрытие подтвердило наличие прогрессирующей лейкемии, что объясняло его внешний вид в последний год жизни.
В интервью 1994 года газете «Melody Maker», менеджер Тандерсa Мик Вебстер упоминает старания его семьи: «Мы упрашиваем полицию Нового Орлеана начать расследование по его делу, но они реагируют весьма негативно. Они думают, что это очередной нарик, очутившийся в этом городе и отбросивший концы. Им просто нет дела.» Мэрион утверждает, что рапорт по этому делу отсутствует, а Вебстер говорит, что проводившего вскрытие врача уволили за фальсификацию рапорта по другому делу.
У Тандерсa остались жена Джулия и четверо детей: Джон, Вито, Дино и Джейми. Его старший сын Вито Гензале отбывает срок в тюрьме «Auburn» за торговлю наркотиками, прежде отсидев за аналогичное преступление срок в тюрьме «Attica».

## Наследие и влияние
Одни любят меня, другие ненавидят, но никто не равнодушен. И это то, что мне нужно.Оригинальный текст (англ.)Many people love me, many people hate me - there's nobody in between. That's the way I prefer it.
— Джонни Сандерс

Единственное, что я знаю из технических примочек, — это «верха», громкость и реверберация. Вот и всё.Оригинальный текст (англ.)The only technical things I know are treble, volume and reverb, that's all.
— Джонни Сандерс
Джонни Тандерс считается одним из новаторов в рок-музыке 1970-х годов, оказавшим сильное влияние на хард-рок и ранний панк-рок. Его имя ассоциируется также с направлением глэм-панк. Стиль игры на гитаре Тандерса высоко оценивался. По словам Джерри Нолана, больше сотни групп того времени копировали стиль игры Тандерса, включая Poison, Motley Crue и многие другие. Его альбом в составе группы Heartbreakers «L.A.M.F.» задокументировал важную связь между американской и британской панк-сценами. О влиянии творчества Тандерса высказывались Ричард Хэлл, Ramones и Sex Pistols, а также Кортни Лав и Эрик Эрландсон. О Тандерсе положительно отзывались известные рок-музыканты Джимми Пейдж, Стивен Тайлер и Кит Ричардс. Тандерсу было посвящено огромное количество песен, написанных как при жизни музыканта, так и после его смерти. Например, Джонни упоминается в композициях «City of the Dead» (1978) группы The Clash, «My Beautiful World» (2004) коллектива Nick Cave and the Bad Seeds. Памяти Джонни Тандерса посвящены среди прочих «So Fine» (1991) Guns N’ Roses и «Look Away» (1996) Игги Попа.

## Дискография

### New York Dolls
- 1973 — New York Dolls
- 1974 — Too Much Too Soon

### The Heartbreakers
- 1977 — L.A.M.F.
- 1979 — Live at Max’s Kansas City
- 1991 — What Goes Around
- 1991 — Live at Mothers

### Сольное творчество
- 1978 — So Alone
- 1982 — Live at the Speakeasy
- 1983 — Diary Of A Lover
- 1983 — New Too Much Junkie Business
- 1983 — In Cold Blood
- 1984 — Hurt Me
- 1984 — Live at the Lyceum Ballroom 1984
- 1985 — Que Sera, Sera
- 1987 — Stations of the Cross
- 1988 — Copycats
- 1990 — Gang War
- 2000 — Belfast Nights